# Anata
Anata ist eine Technical-Death-Metal-Band Schweden, die 1993 gegründet wurde.

## Geschichte
Die Band veröffentlichte vier Alben und ein Split-Album mit der Band Bethzaida. Das Album The Conductor’s Departure erschien 2006 bei Earache Records/Wicked World Records. Anata tourten durch Europa mit den Death-Metal-Bands Dismember, Decapitated, Rotting Christ und Psycroptic. 2006 spielten sie ihren ersten US-Auftritt auf dem Maryland Deathfest in Baltimore. Anata traten bei Festivals in Europa auf, darunter Fuck the Commerce, Neurotic Deathfest und Gothenburg Deathfest.

## Stil
Anatas Stil ist geprägt durch den Gebrauch von Dissonanzen, der kontrapunktierende Strukturen einschließt, indem man sowohl Ganz- und Halbton-Harmonien verwendet als auch verzerrte Akkorde (Distortion). Da ihre Musik zu einem großen Teil auf Melodie und Kontrapunktion basiert, im Gegensatz zu den meisten Death-Metal-Bands, die sich mehr auf bewegende Akkorde und percussive Effekte konzentrieren (besonders komplexes Palm Muting), werden sie manchmal als Melodic Death Metal bezeichnet. Die meisten Fans jedoch halten diese Bezeichnung für nicht zutreffend, da dieser Begriff sich auf einen bestimmten Stil des Death Metal bezieht, dem Gothenburg Metal, zu dem Bands gehören wie In Flames und Dark Tranquillity. Obwohl Anata aus Schweden stammen (welches allgemein als Ursprung des Melodic Death Metal gehandelt wird), ähneln sie diesen Bands kaum; eher Technical-Death-Metal-Gründern wie Cynic und Atheist, die ebenfalls die Kontrapunktion stark in ihren Songs verwendeten (in beiden Bands spielen beide Gitarren und der Bass fast nie das gleiche). Anata haben auch kleine Einflüsse des Jazz Fusion, die Cynic oder Atheist auch hatten, statt den kontrapunktierenden Stil mit dem modernen Technical Death Metal Stil zu verbinden, wie bei Bands wie Psycroptic oder Decapitated.

## Diskografie
- 1995: Bury Forever the Garden of Lie (Demo)
- 1997: Vast Lands of My Infernal Dominion (Demo)
- 1998: The Infernal Depths of Hatred (CD, Season of Mist)
- 1999: WAR Vol. II - Anata vs. Bethzaida (Split-Album mit Bethzaida)
- 2001: Dreams of Death and Dismay (CD, Season of Mist)
- 2004: Under a Stone With No Inscription (CD)
- 2006: The Conductor's Departure (CD)